# Municipio de Strawberry (condado de Lawrence)
El municipio de Strawberry (en inglés: Strawberry Township) es un municipio ubicado en el condado de Lawrence en el estado estadounidense de Arkansas. En el año 2010 tenía una población de 374 habitantes y una densidad poblacional de 4,62 personas por km².

## Geografía
El municipio de Strawberry se encuentra ubicado en las coordenadas 36°5′44″N 91°18′11″O / 36.09556, -91.30306. Según la Oficina del Censo de los Estados Unidos, el municipio tiene una superficie total de 81.02 km², de la cual 80,64 km² corresponden a tierra firme y (0,47 %) 0,38 km² es agua.

## Demografía
Según el censo de 2010, había 374 personas residiendo en el municipio de Strawberry. La densidad de población era de 4,62 hab./km². De los 374 habitantes, el municipio de Strawberry estaba compuesto por el 97,86 % blancos, el 0,53 % eran amerindios y el 1,6 % eran de una mezcla de razas. Del total de la población el 0,8 % eran hispanos o latinos de cualquier raza.